# Veltheimsburg
Die frühere Burg Alvensleben, heute Veltheimsburg, ist ein ehemaliger Burgenkomplex in dem zur Gemeinde Hohe Börde gehörigen Ortsteil Bebertal-Alvensleben.

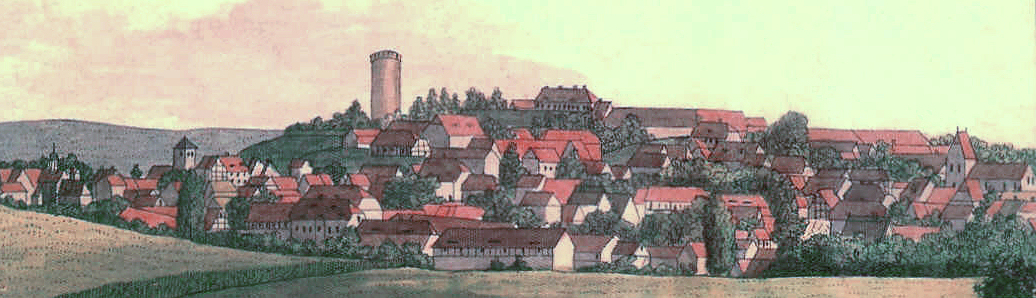
Markt und Dorf Alvensleben, Lithografie von Eyraud bei Behrends (1826)

## Frühgeschichte und Namen

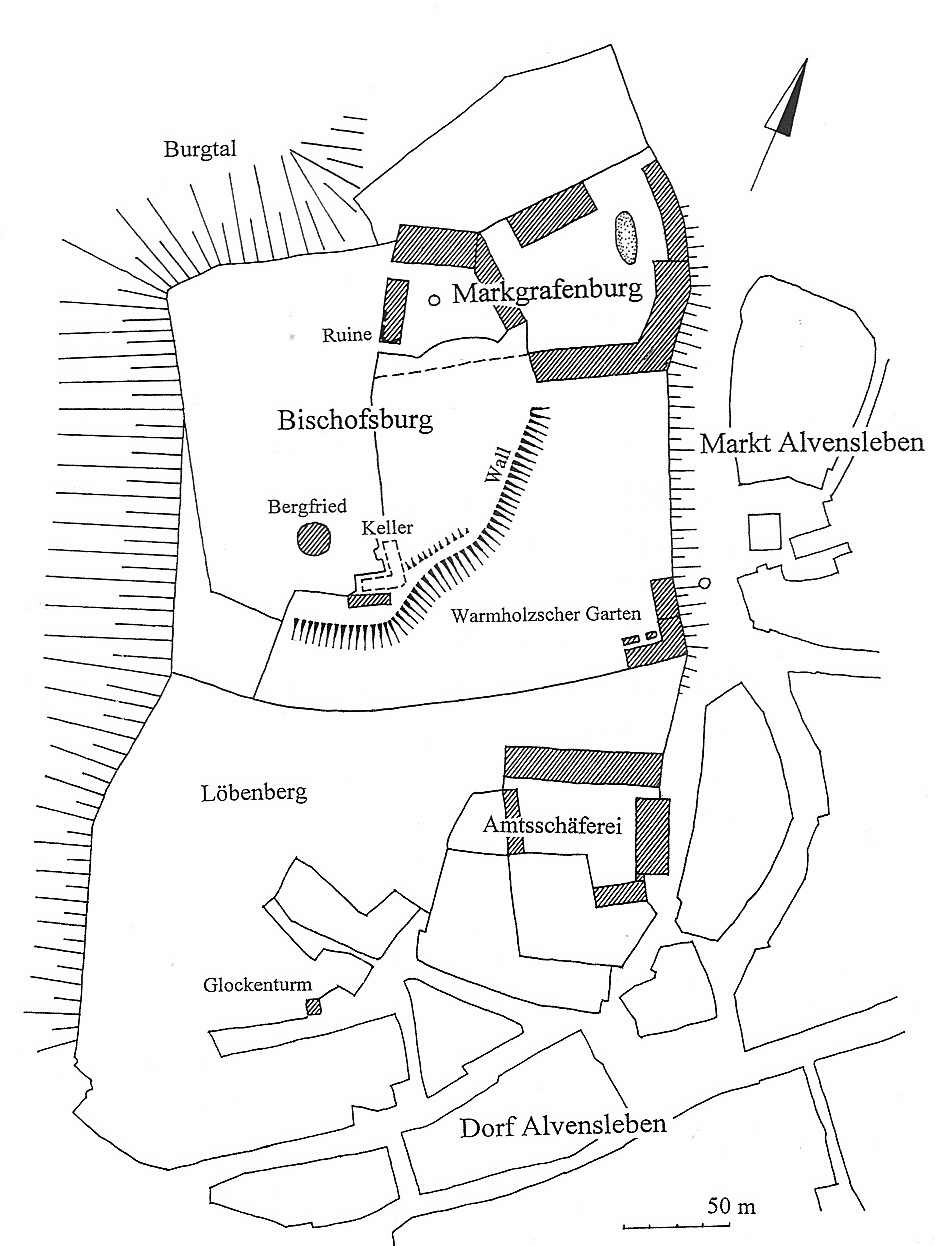
Lageplan des Burgberges in Alvensleben nach der Separationskarte 1833/35

Das Archidiakonat Alvensleben gehörte zu den ältesten Niederlassungen des Hochstifts Halberstadt. Zu seinem Schutz gründeten die Bischöfe auf einem Felsmassiv über dem Tal der Bever eine Burg, in deren Obhut im 10. Jahrhundert ein Marktflecken entstand (erste, allerdings ungesicherte urkundliche Erwähnung 964). Neunzehn Gemeinden gehörten zum Verwaltungsbezirk der Burg. Nach dem Ort benannte sich die bischöfliche Ministerialfamilie von Alvensleben, die das Amt der Burgvögte erstmals nachweislich 1175 und noch bis ins 13. Jahrhundert innehatte.
Der Name Alvensleben leitet sich ab aus einem nicht genau bekannten Personennamen einer Namensfamilie, die mit der Silbe Alf-, Alv-, Alb-, Alp- u. ä. beginnt und zumeist mit den Alben oder Elfen in Verbindung gebracht wird, z. B. Albwin (althochdeutsch: „alp“ = Elf, Naturgeist, „wini“ = Freund, also Elfenfreund), Alberich (der durch Alben Mächtige) oder Alf (abgekürzte Form von Alfert = Albenprächtig) sowie aus der Endung -leben (= Hinterlassenschaft, Erbe). Die Bedeutung des Ortsnamens ist somit als „Besitz oder Erbe von Albwin, Alberich oder Alf“ zu verstehen. Er ist wahrscheinlich in die vorkarolingische Zeit zu datieren. Die alte Überlieferung, dass der Name auf Alvo zurückzuführen ist, gilt als unwahrscheinlich.
Im Mittelalter waren Markt und Dorf Alvensleben – von Mauern und Toren umschlossen – ein von Türmen starrendes Gebilde. Der Mauerring des Ortes umschloss zwei Kirchen und sechs Turmhöfe der dienstpflichtigen Ritterschaft. In der Umgebung wurde Silberbergbau betrieben.
Die nebenstehende Karte zeigt den Lageplan des Burgberges nach der Separationskarte von 1833/35.
Der Ort wurde überragt von zwei Burgen, der bischöflichen, deren Hauptturm in der Zeichnung von Anco Wigboldus (Stand 1937) im Hintergrund sichtbar ist, und der markgräflich-brandenburgischen im Vordergrund. Die Lage einer dritten Burg ist ungeklärt.

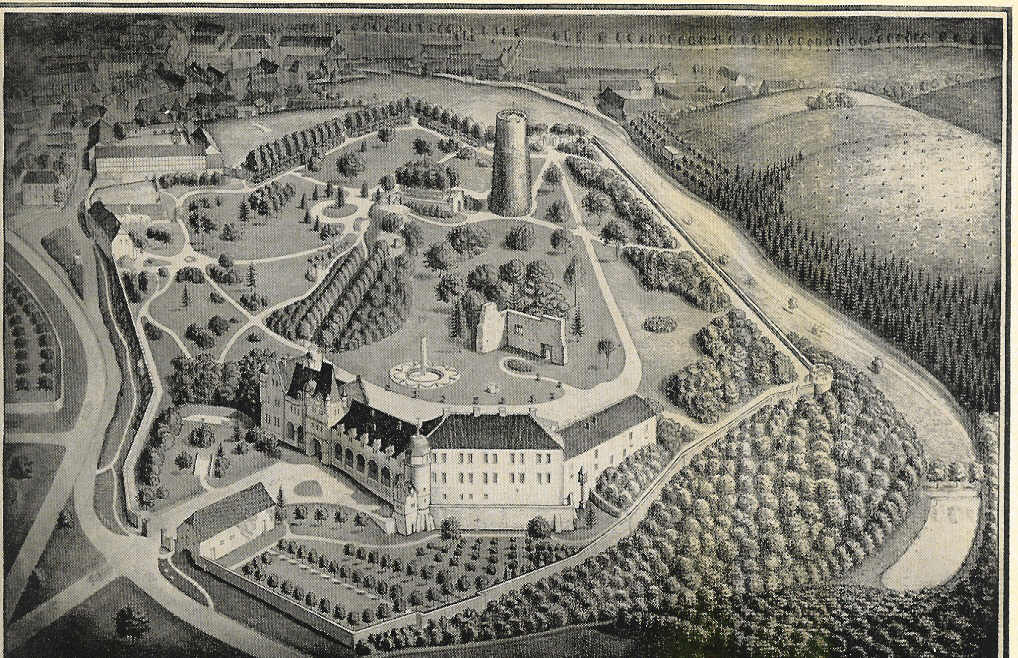
Anco Wigboldus: „Prospect der Burgen zu Alvensleben um 1937“ – vorn die Veltheimsburg, im Hintergrund Bergfried der Bischofsburg

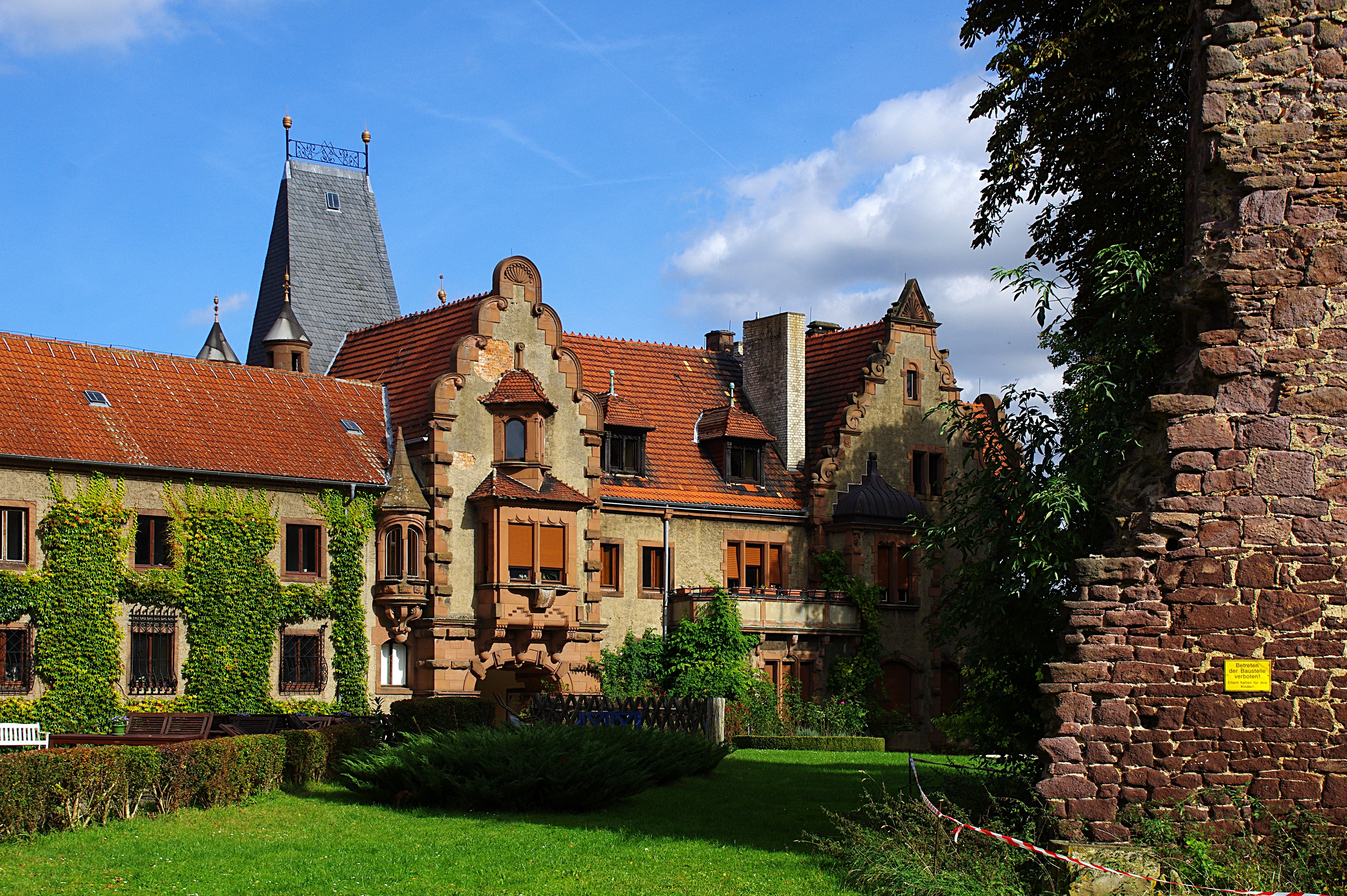
Schloss Veltheimsburg von der Parkseite

## Bischofsburg und Amt Alvensleben
Die Bischofsburg war 1180 im Besitz der Bischöfe von Halberstadt (erste urkundliche Erwähnung), ist aber vermutlich sehr viel älter. Sie gelangte Anfang des 14. Jahrhunderts in den Besitz der Erzbischöfe von Magdeburg, die die Burg zumeist verpfändeten, zuletzt von 1534 bis 1598 an Gebhard XVII. von Alvensleben und dessen Söhne Ludolf X. und Joachim I., die die bereits stark verfallenen Gebäude wiederherstellten. Danach wurde die Burg als Amt von landesherrlichen Amtsleuten verwaltet. 1649 wurde der Wirtschaftsbetrieb, 1685 auch der Sitz des Amtmanns in den Markt Alvensleben verlegt. Die Burg verfiel bis auf den Turm. Das Burggelände wurde 1837 im Zuge der Separation vom Landrat Otto August von Veltheim (1798–1848) erworben und in einen Landschaftspark umgestaltet.

## Markgrafenburg, später Veltheimsburg
Die Markgrafenburg wurde vor 1245 von den Markgrafen von Brandenburg unmittelbar neben der Bischofsburg errichtet, war Teil der Befestigungsanlage und wurde auch als Hinterburg bezeichnet. Sie gelangte 1439 als erzbischöfliches Lehen an die Herren von Veltheim, die der Burg im 18. Jahrhundert den Namen Veltheimsburg gaben. 1882 und 1910 wurde sie in romantisierender Form ausgebaut und ergänzt. Sie blieb bis zur Bodenreform 1945 im Besitz der Familie von Veltheim.

## Ritterburg oder „Musikenburg“
Eine dritte Burg, die Ritterburg oder „Musikenburg“, wurde Anfang des 13. Jahrhunderts von Gebhard I. von Alvensleben (urk. 1190–1216) gebaut, aber von dessen Sohn Johann II. von Alvensleben (urk. 1232–1248) an den Bischof von Halberstadt verkauft. Die Ritterburg als Schutzburg der Bischofsburg kam um 1260 als bischöfliches Lehen an Güntzel von Berwinkel und blieb in seiner Familie bis Ende des 15. Jahrhunderts. Nach dem Erlöschen des Geschlechts wurde die Burg aufgegeben und verfiel bis zum Jahre 1500. Heute erinnert nur noch der Flurname Musikenbreite an sie. Die Burg soll sich auf dem Hügel an der rechten Bildseite befunden haben. Allerdings konnte dies durch archäologische Untersuchungen bisher nicht bestätigt werden, so dass die Lage dieser Burg ungeklärt ist. Sie trug ihren Namen der Sage nach, weil „der Schall der Trompeten, Hörner und Cymbeln beim Klange der Becher und dem Wirbel der Tänze darinnen fast nie aufgehöret“.

## Heutiger Zustand

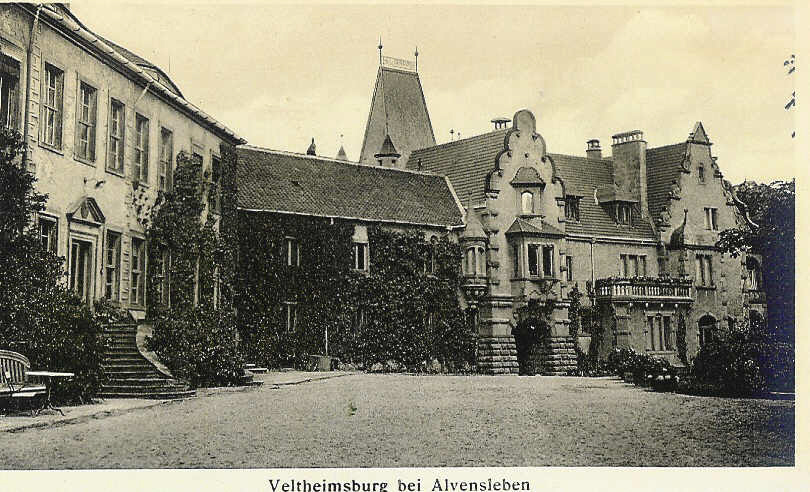
Schloss Veltheimsburg, Parkseite, Ansicht vor dem Zweiten Weltkrieg

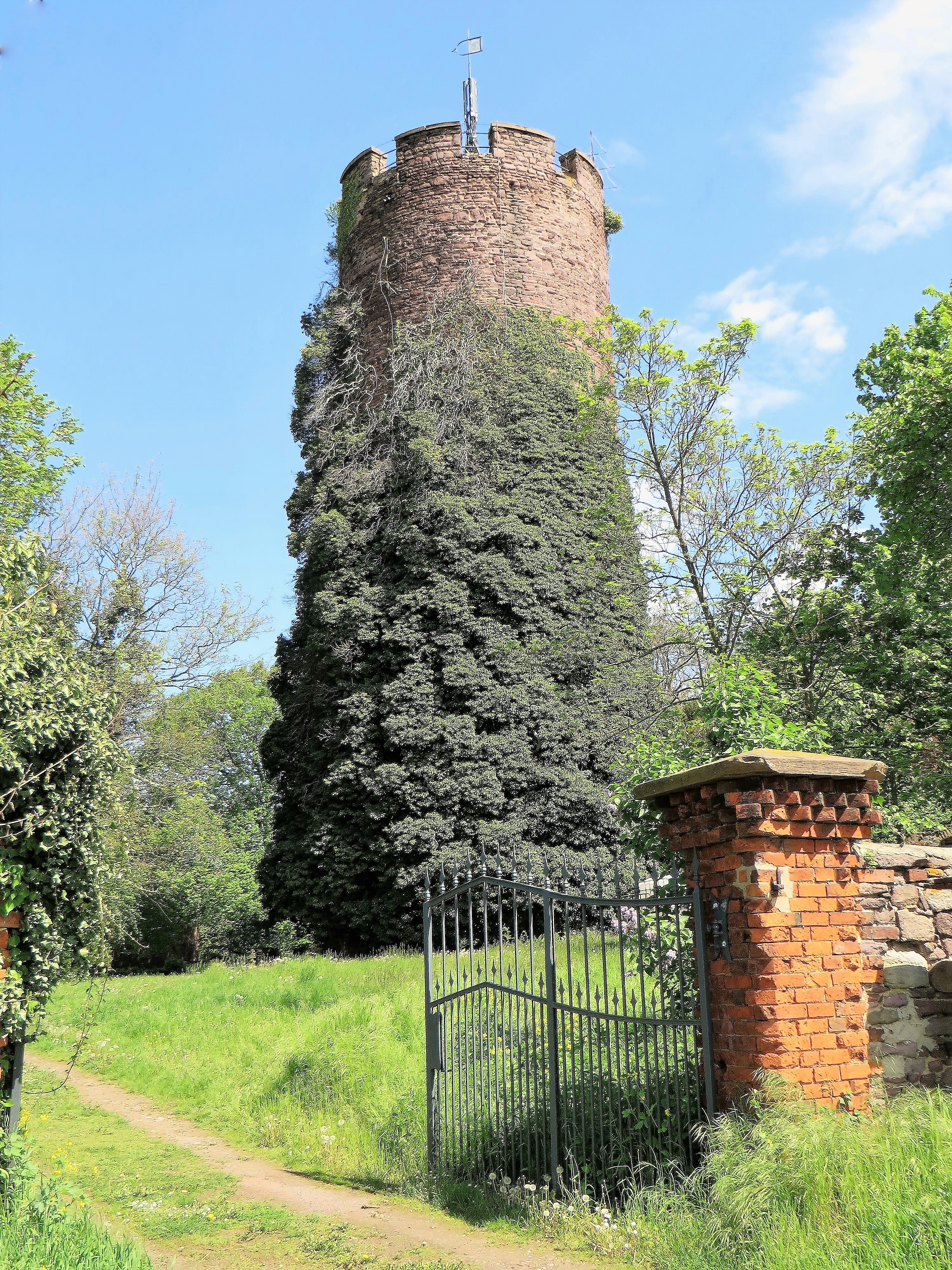
Bergfried

Dokumente, die eine Rekonstruktion der bedeutenden Anlagen ermöglicht hätten, existieren nicht. Bis auf den runden Bergfried und die im Bilde sichtbaren Reste der romanischen Pallas der Markgrafenburg sind alle mittelalterlichen Gebäude abgebrochen. Vorhanden sind außerdem das Herrenhaus und ein Hofgebäude der Veltheimsburg. Der dazugehörige Park, unter dem sich ein Labyrinth unterirdischer Gänge hinziehen soll, bedeckt das Gelände der ehemaligen Bischofsburg und den rings abfallenden Burgbergfelsen. Die Gebäude der Veltheimsburg dienten nach 1945 u. a. als Kinderheim. Nach der Wende 1990 erwarb der Braunschweiger Unternehmer Hans-Dieter Neddermeyer († 2012) den gesamten Burgkomplex und führte umfassende Renovierungen durch. Ein Teil der Gebäude wird als Standesamt, als Heimatstube und gastronomisch genutzt. Auf dem Burggelände werden Flohmärkte, Gartenfestivals und Schützenfeste veranstaltet.